# MOTi
MOTi, artiestennaam van Timotheus "Timo" Romme (Amsterdam, 23 maart 1987), is een Nederlands dj en producer.